# Grotte di Pertosa
Le grotte di Pertosa, anche note come grotte di Pertosa-Auletta, sono un complesso di cavità carsiche di rilevanza turistica, situate nel comune di Pertosa. Il complesso carsico si sviluppa nel sottosuolo dei vicini comuni di Auletta e Polla, a 263 m s.l.m., attraversato dal fiume Tanagro.

## Morfologia
Molto estese tanto che ne risulta difficile una completa mappatura, la sequenza di cavità delle grotte scavano la parte settentrionale della catena dei monti Alburni e si suppone che la loro genesi ed evoluzione siano addebitabili a fenomeni tettonici ed all'oscillazione del livello di base della falda idrica (il calcare per crescere di un solo centimetro impiega ben 100 anni).

### Acque
Circa l'origine delle acque, nel 1938 il De Paola ipotizzò che provenissero da un condotto sotterraneo collegato al Tanagro. Oggi è opinione largamente condivisa che le acque che fuoriescono dalle grotte di Pertosa-Auletta siano da collegare con uno o più punti di emergenza
della falda freatica presente nel massiccio degli Alburni. Il fiume, chiamato Negro, dà a queste grotte una caratteristica particolare: esse sono infatti tra le poche grotte non marine attraversate da un corso d'acqua navigabile in barca.
Le sorgenti pompano circa 600-700 litri di acqua al secondo.

## Paletnologia
Come evidenziato per primo da Paolo Carucci nella sua monografia "La grotta preistorica di Pertosa" (Napoli, 1907), esse risultano interessantissime anche dal punto della paletnologia.
I reperti recuperati nel suo atrio dal Carucci che per primo le esplorò con finalità scientifiche tra il 1896 ed il 1898 provano, infatti, che la cavità fu abitata intorno al bronzo-medio. Per il numero di vasi e vasetti che utilizzati come bolli-latte e utensili tipici di quell'epoca si suppone, inoltre, che gli abitanti fossero per lo più pastori. Essi vivevano su palafitte.
Questi reperti si trovano oggi nel Museo preistorico etnografico di Roma, nel Museo archeologico nazionale di Napoli e nel Museo provinciale di Salerno.

## Turismo
Le grotte di Pertosa-Auletta hanno un flusso di oltre 50.000 visitatori all'anno in costante crescita. Aperte ai turisti dal 1932, il primo tratto si visita con una particolare barca trainata da un cavo d'acciaio, che serve a raggiungere il resto del percorso pedonale.

### Teatro in Grotta
Per circa otto anni le grotte di Pertosa-Auletta hanno ospitato "L'Inferno di Dante nelle Grotte". Il pubblico diviso in gruppi di 30/35 unità veniva affidato ad un "Dante" ed in compagnia di questi, attraversava i dieci cerchi dell'Inferno, immaginato dal Sommo Poeta, ed in ognuno di essi, incontrava il personaggio o i personaggi che più lo caratterizzano.

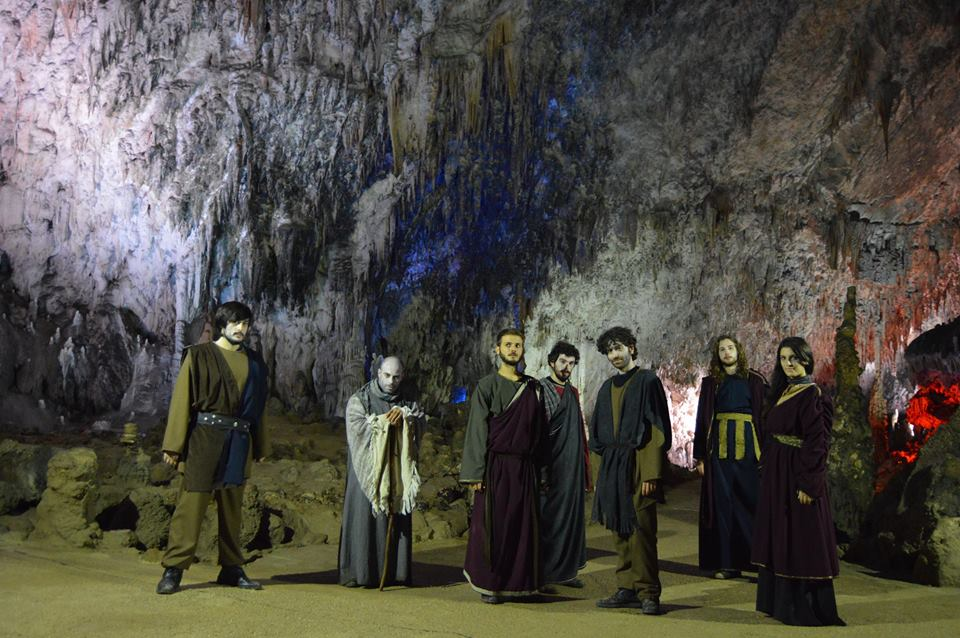
Teatro in Grotta
"Ulisse: il Viaggio nell'Ade"

Attualmente le grotte ospitano lo spettacolo itinerante "Ulisse: il Viaggio nell'Ade", per la prima volta in una particolare forma di "speleoteatro in barca", ideato e diretto da Francescoantonio Nappi e prodotto da Il Demiurgo. Lo spettacolo mette in scena la discesa di Ulisse negli Inferi alla ricerca dell'indovino Tiresia, si snoda all'interno del percorso dalla natura perfetta per essere da sfondo all'aldilà ellenico e racconta l'incontro dell'eroe greco con gli spettri della sua storia. A differenza delle rappresentazioni passate, non ci sono guide ma lo spettatore si trova ad avere "gli occhi" e "le gambe" del protagonista, seguendolo in tutta la ricerca. Le grotte hanno recentemente installato un nuovo sistema di filodiffusione e di proiezione che rendono il teatro in grotta un'esperienza unica nel panorama nazionale.
Non ci sono, dunque, quinte e fondali di cartapesta, ma uno scenario preistorico che conta migliaia di anni.

## Galleria d'immagini

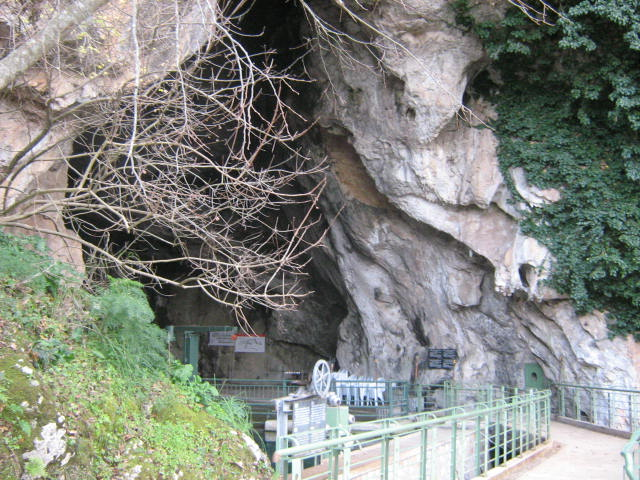
Ingresso alle grotte
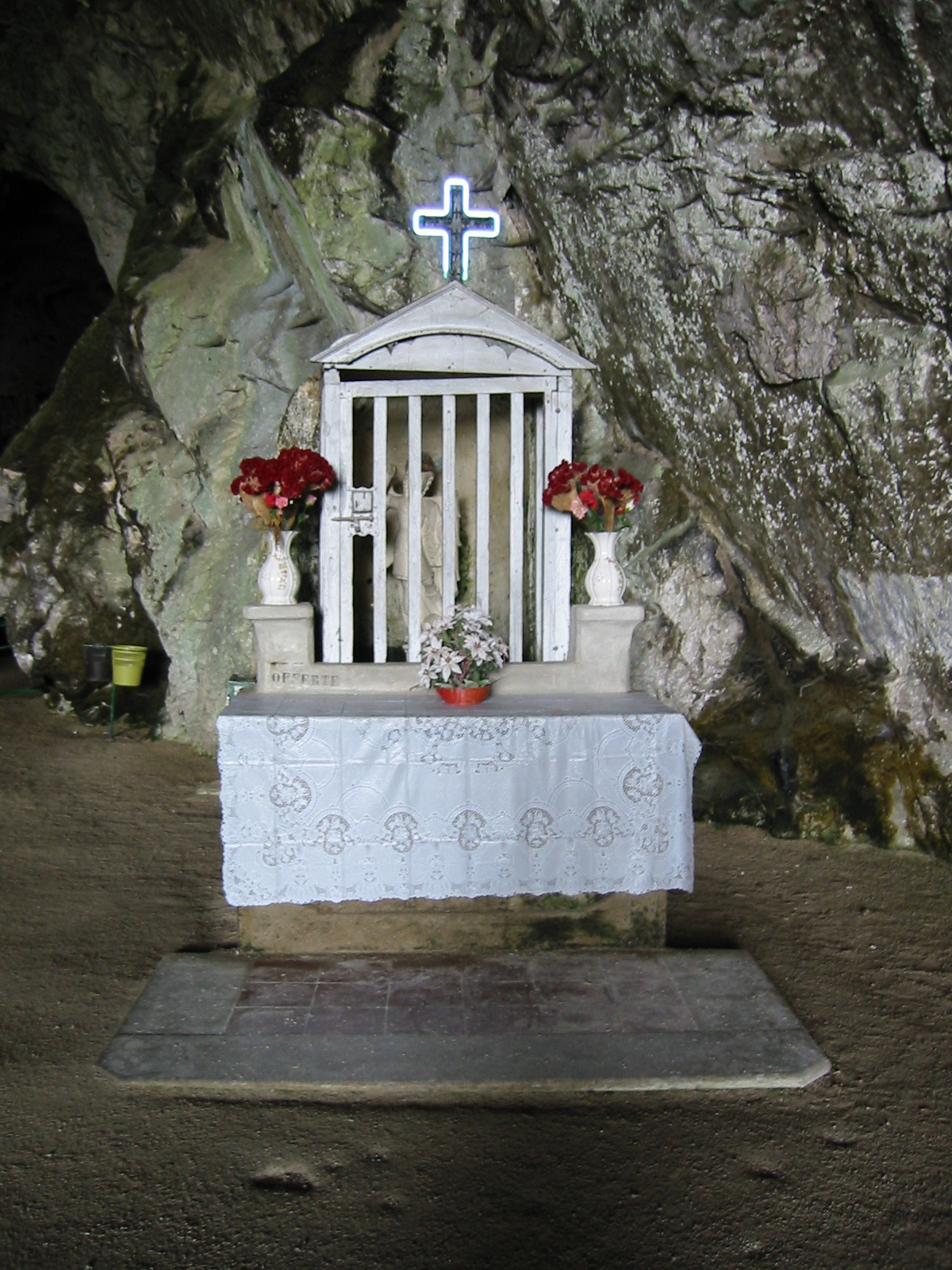
Edicola votiva a San Michele Arcangelo